# 朗唐寺
朗唐寺，又译“朗当寺”，藏语称“朗唐贡巴”（藏語：གླང་ཐང་དགོན་པ，威利转写：glang thang dgon pa）位于西藏自治区拉萨市林周县甘丹曲果镇朗当村，是一座藏传佛教萨迦派寺院。

## 简介
朗唐寺是朗日唐巴·多杰僧格於1093年在今林周县境内倡建的一座寺院。此后，朗日唐巴·多杰僧格主持朗唐寺多年。後来，格西年、贡巴、噶西噶巴、轨范师藏巴等人依次主持该寺。此後，将该寺献给朗唐嘉玛的桑杰温。
朗唐寺现仍驻有僧人。2012年12月7日，拉萨市文化局组织召开朗唐寺修缮保护工程设计方案评审会。对朗唐寺的寺庙、塔群、古井的修缮方案获得原则通过。